# Schöne Landdeckelschnecke
Die Schöne Landdeckelschnecke (Pomatias elegans) ist eine Schneckenart aus der Familie der Landdeckelschnecken (Pomatiidae), die zur Ordnung der Sorbeoconcha gerechnet wird. Die Art kam bereits im Oberen Pliozän vor, also vor rund drei Millionen Jahren. Sie war das Weichtier des Jahres 2017.

## Merkmale
Das Gehäuse misst 13–18 × 9–12 mm. Es ist relativ schlank, konisch mit 4,5 bis fünf Umgängen. Die Umgänge nehmen regelmäßig zu und sind stark gewölbt. Die Oberfläche weist ein Gittermuster auf, die Grundfarbe variiert von hellgelb bis hellrot, manche Exemplare können auch violette Bänder aufweisen. Die Mündung kann durch ein verkalktes Operculum verschlossen werden. Es sitzt dem hinteren Teil des Fußes auf und zeigt ein Spiralmuster. Der Weichkörper ist braungrau mit langen Tentakeln; diese sind deutlich quer gestreift. Der Kopf ist rüsselartig verlängert, der Fuß ist durch eine Längsfurche zweigeteilt. Eine der beiden Hälften wird in der Luft vorgeschoben und dann abgesetzt. Dann wird die andere Hälfte vom Boden gelöst und vorgeschoben. Dadurch ergibt sich eine von anderen Landschnecken abweichende Fortbewegungsweise.

## Geographische Verbreitung, Vorkommen und Lebensweise

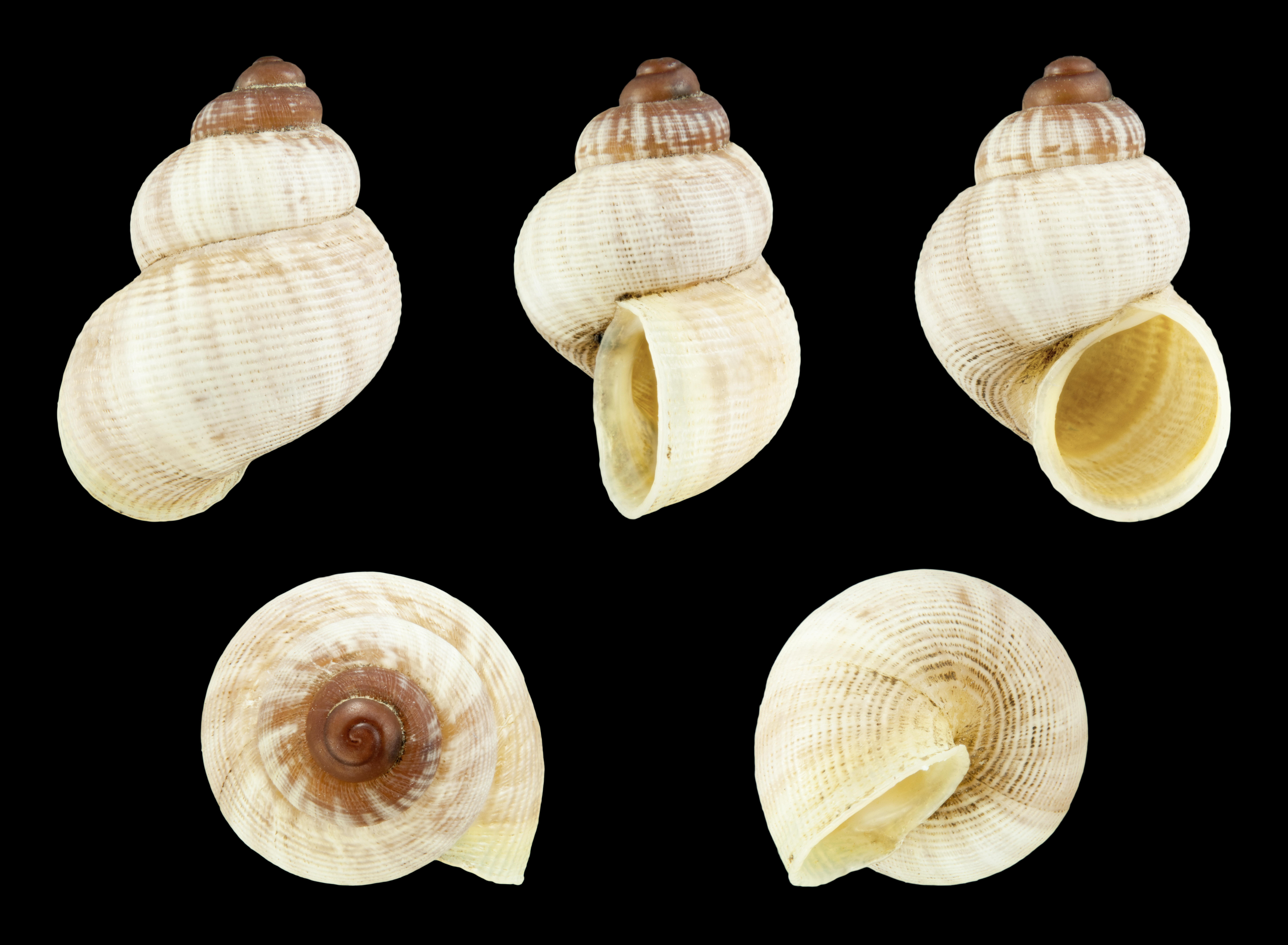

Die Schöne Landdeckelschnecke ist in Westeuropa und im Mittelmeerraum weit verbreitet, kommt aber nur sehr lokal vor. Vor kurzem wurde sie erstmals in Tunesien (und damit Nordafrika) gefunden. In Westeuropa verläuft die Nordgrenze des Verbreitungsgebietes in Südengland und Südirland, weiter nach Osten quer durch Deutschland. Sie kommt isoliert auch in Dänemark vor. Sie lebt dort im offenen Gelände mit Büschen, Hecken oder trockenen Wiesen mit lockerer, geröllführender Erde, wo sich die Tiere auch eingraben können. Die Nordgrenze stimmt in etwa mit der 2°-Januar-Isothermenlinie überein. In Spanien kommt sie bis in 1300 m über NN vor, in der Schweiz steigt sie bis auf etwa 1000 m. Auch auf Sizilien ist sie häufig zu finden. Die Art benötigt kalkige Böden und ist wärmebedürftig. Optimale Bedingungen findet die Art bei Temperaturen zwischen 25 und 30°. In den kälteren Regionen des Verbreitungsgebietes legen die Tiere eine Winterruhe ein. Sie gräbt sich dazu etwa 10 bis 15 cm tief in die Erde ein. Sie kann jedoch auch −6° für mehrere Tage überstehen. Damit sie wieder aktiv wird, sind Temperatur von 10 bis 11 °C notwendig. In den trockenen Gebieten wird (ev. zusätzlich) eine Sommerruhe eingelegt, die bei entsprechenden Trockenperioden u. U. mehrere Monate andauern kann. Setzen dann Regenfälle ein, werden die Tiere innerhalb von einer halben Stunde aktiv, nachdem sie mit Wasser in Berührung gekommen sind. Das Wasser wird über die Haut aufgenommen. Um aktiv zu werden, brauchen sie eine hohe Luftfeuchtigkeit (z. B. nachts). Sie ertragen jedoch keine längeren Feuchtperioden (mehr als ein Monat feuchte Böden). Im Allgemeinen leben die Tiere sehr versteckt und sind selten. In ihnen zusagenden Biotopen können sie jedoch durchaus sehr häufig sein. An manchen Stellen wurden (in Deutschland) bis zu 80 Tiere pro m2 gefunden. Die Tiere ernähren sich von abgefallenen, trockenen Blättern und sich zersetzendem Holz. Sie können sogar reine Zellulose verwerten, allerdings ist unbekannt, ob sie diese tatsächlich direkt verdauen können, oder ob sie dazu Darmbakterien benötigen.

## Fortpflanzung

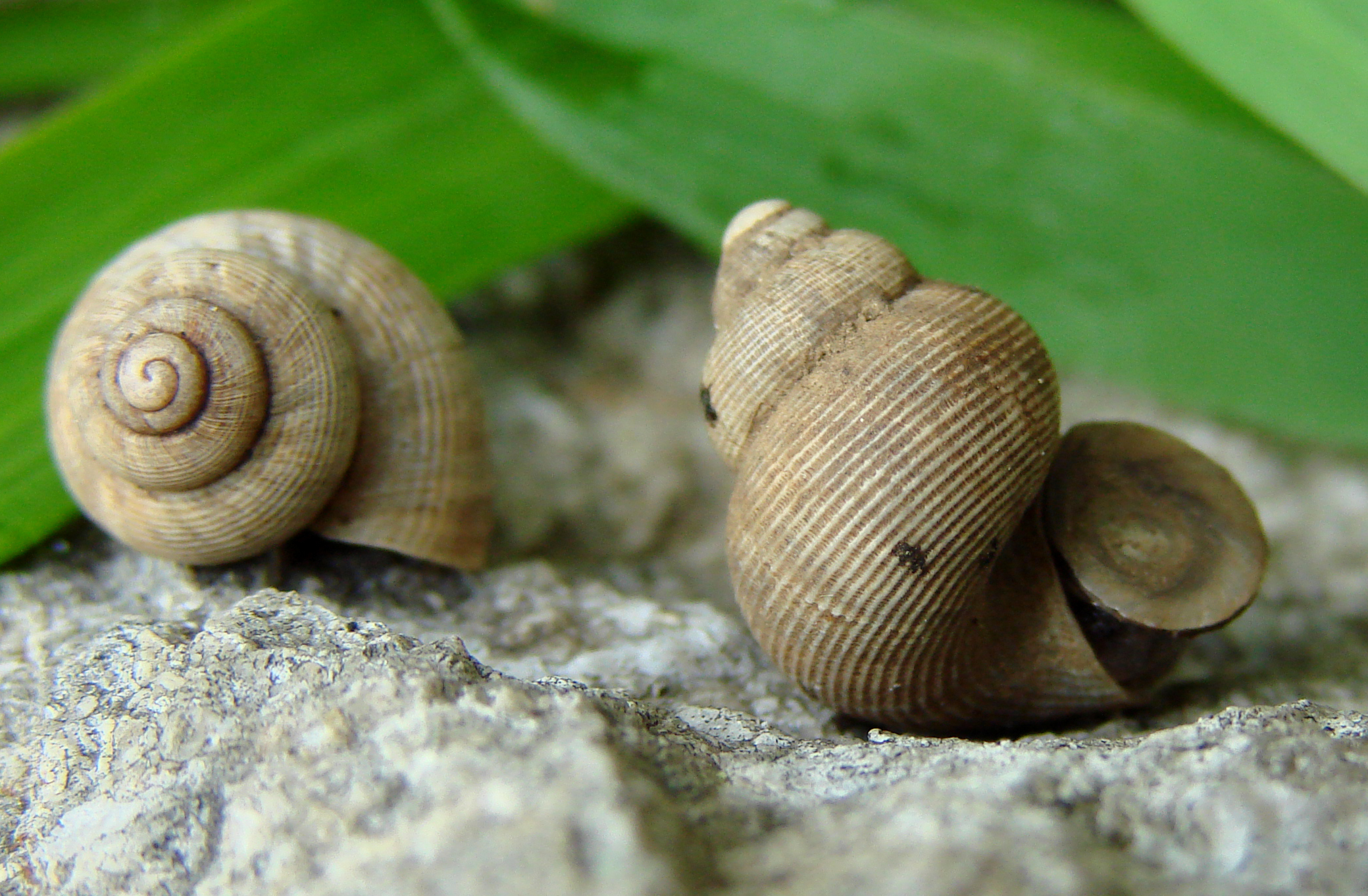
Schöne Landdeckelschnecke. Rechts deutlich sichtbar der Kalkdeckel (Operkulum).

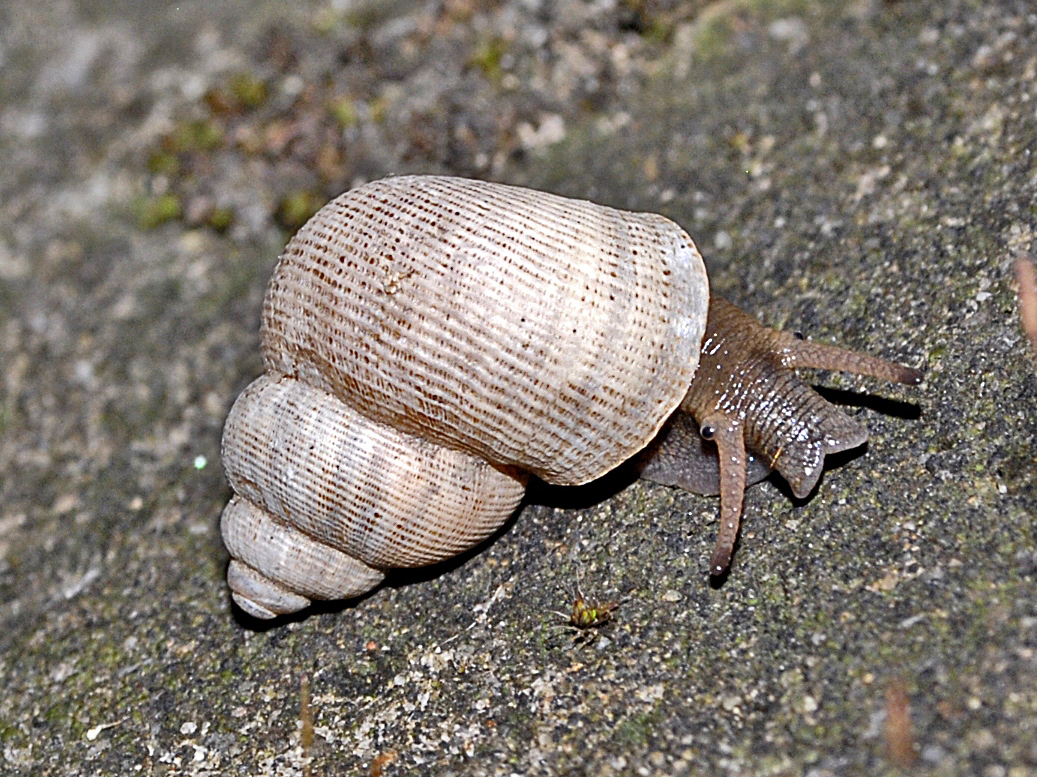
Schöne Landdeckelschnecke. Man beachte die Augen an der Fühlerbasis.

Die Schöne Landdeckelschnecke ist getrennt geschlechtlich. Die Geschlechtsunterschiede sind aber nur gering. Die Gehäuse der Männchen sind meist etwas kleiner und schlanker als die der Weibchen; auch die Mündung ist etwas enger. Kopulationen finden von Frühling bis in den Herbst hinein statt. Die Eiablage aber erfolgt nur im Herbst. Die Eier werden einzeln in die Erde abgelegt. Sie sind kugelig und messen ca. 2 mm im Durchmesser.
Die Oberfläche des Eis wird direkt nach der Eiablage vom Muttertier mit klebrigem Schleim bedeckt. Dadurch kleben sofort nach der Eiablage Erde und Steinchen an den Eiern. Der Schleim erhärtet langsam und die Fremdkörper kleben fest an der Oberfläche. Die Eier sind dadurch gut getarnt. In Mitteleuropa überwintert ein Teil der Eier und im Frühling schlüpfen die Jungen, deren Gehäuse bereits zwei Umgänge aufweisen und etwa 2 mm hoch sind. Ein anderer Teil der Eier entwickelt sich noch im Herbst. Die Jungtiere schlüpfen noch im Herbst und überwintern dann. Die Tiere werden vier bis fünf Jahre alt.

## Systematik
Die Art wurde 1774 von Otto Friedrich Müller unter dem Namen Nerita elegans erstmals wissenschaftlich beschrieben. Pomatias elegans ist die Typusart der Gattung Pomatias Studer, 1789.

## Gefährdung
Die Art ist in Mitteleuropa durch Habitatzerstörung und durch die intensive Landwirtschaft lokal gefährdet. In England haben die Bestände deutlich abgenommen. In Deutschland insgesamt gilt die Art zwar als nicht gefährdet, steht jedoch auf der Vorwarnliste. Jedoch wird sie in einigen Bundesländern etwas anders eingestuft (z. B. in Rheinland-Pfalz und Niedersachsen als bedroht).